# Houtskoolzwamkevers
De houtskoolzwamkevers (Biphyllidae) zijn een familie van kevers (Coleoptera) in de onderorde van de Polyphaga.
In Nederland worden uit deze familie de soorten Biphyllus lunatus en Diplocoelus fagi waargenomen.